# Prati alpini e tundra dei Saiani
I prati alpini e tundra dei Saiani sono una ecoregione terrestre della ecozona paleartica appartenente al bioma delle Praterie e boscaglie montane (codice ecoregione: PA1016) che si sviluppa per circa 80.900 km² nell'Asia centrale, fra la Siberia meridionale e il nord della Mongolia.
L'ecoregione fa parte dell'ecoregione globale denominata Foreste montane dei Monti Altai-Saiani, inclusa nella lista Global 200.
Lo stato di conservazione è considerato relativamente intatto.

## Territorio
La regione si sviluppa sulle pendici dei monti Saiani in un'area piuttosto vasta fra i monti Altaj e il lago Baikal. La zona interessata è quella che si trova alle quote al di sopra della linea degli alberi che nella ragione è fra i 1.800 e 2.200 m slm.

## Flora
La flora della regione è piuttosto varia e va dal prato subalpino e prato alpino, alla tundra di muschi e licheni.

## Fauna

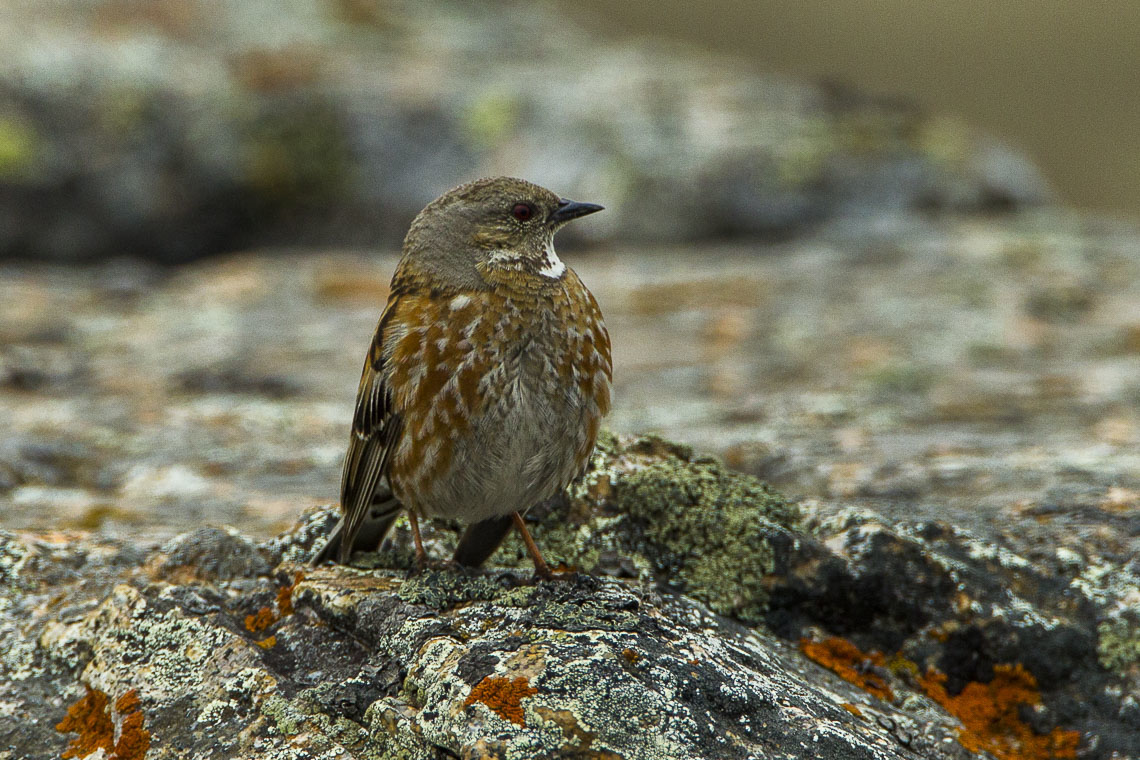
Un esemplare di passera scopaiola dell'Himalaya (Prunella himalayana)

Nelle aree appartenenti a questa ecoregione montuosa, gli argali (Ovis ammon) si spostano su e giù lungo i versanti, le lepri variabili (Lepus timidus) pascolano tra le erbe, gli orsi bruni (Ursus arctos) si aggirano in cerca di bacche e i leopardi delle nevi (Panthera pardus) tendono furtive imboscate alle loro prede. Tra gli altri mammiferi della regione ricordiamo la volpe rossa (Vulpes vulpes), la donnola siberiana (Mustela sibirica), il cervo nobile (Cervus elaphus) e perfino la renna (Rangifer tarandus). Nei cieli sovrastanti possono essere individuate rare specie di uccelli, come l'aquila reale (Aquila chrysaetos) e l'albanella minore (Circus pygargus). I tetraogalli dell'Altai (Tetraogallus altaicus) si spostano su e giù lungo le pendici dei monti, in base al limite delle nevi, e nidificano a quote elevate tra le pietre e i macigni. Le specie di uccelli più comuni della regione sono lo spioncello alpino (Anthus spinoletta), la passera scopaiola dell'Himalaya (Prunella himalayana) e il gracchio corallino (Pyrrhocorax pyrrhocorax).

## Conservazione
L'area è attualmente abbastanza ben conservata. Le cause di preoccupazione per il futuro vengono da un aumento delle aree di pascolo per il bestiame, costruzione di dighe per produzione di energia elettrica, caccia illegale e un'eccessiva e incontrollata raccolta di piante ad uso medicinale.
Nell'area sono presenti varie zone protette. Fra queste:
- Riserva naturale degli Altai, la più antica riserva costituita nell'area;[3]
- Parco nazionale di Tunka, uno dei più grandi parchi nazionale della Russia.